# Mariano Pèrez Clemente
Mariano Pérez Clemente, "Maren" (Barcelona, 4 de junio de 1946) es un pintor, ilustrador y músico español. Hermano del reconocido ilustrador Sanjulián. Estudia en la Escuela Sant Jordi de Bellas Artes de Barcelona. Músico autodidacta. Considerado uno de los mejores guitarristas de country, rythm & blues y rock de Europa. Músico de estudio para muchos grupos de los años 60, 70 y 80. Ha sido guitarrista de artistas reconocidos como Massiel o Camilo Sesto, con el que estrenó Jesucristo Superstar en el Teatro Alcalá-Palace en la década de los 70.
A finales de los 80 decide retirarse de la música y aprovechar sus dotes como dibujante en la ejecución de planos para el departamento de diseño de la factoría de Nissan en Barcelona. Continúa su trayectoria como pintor y entra en el mundo de la ilustración, colaborando con revistas de cómics como Cimoc, Creepy o Bumerang. 
En 1998 actuó con el mítico grupo británico, The Shadows, en la Fira del Disc de Girona, entre otros. En 2004 lo convencen para ser el guitarra y director musical de la Banda de Oscar Baron, la Elvis Tribute Band, con el que ya había colaborado en la efímera banda Baker Street de homenaje a Cliff Richard and The Shadows.